# Coschütz
Coschütz – osiedle Drezna, położone w południowej części miasta.
Miejscowość od wczesnego średniowiecza była zamieszkiwana przez Słowian. Najstarsza wzmianka o miejscowości Coswicz pochodzi z XIII wieku. W 1834 osadę zamieszkiwały 262 osoby, a w 1890 – 2354 osób. W latach 1902–1903 wzniesiono ratusz. W 1921 osadę włączono w granice Drezna.
Graniczy z osiedlami Dölzschen, Plauen, Kleinpestitz, Kaitz, Gittersee oraz z miastem Freital i gminą Bannewitz.